# Eriogenes cossoides
Eriogenes cossoides är en fjärilsart som beskrevs av Butler 1882. Eriogenes cossoides ingår i släktet Eriogenes och familjen plattmalar. Inga underarter finns listade i Catalogue of Life.